# 1844 în literatură
Anul 1844 în literatură a implicat o serie de evenimente și cărți noi semnificative.  